# Nervo alveolar inferior
O nervo alveolar inferior é um ramo do nervo mandibular, que é o terceiro ramo (V3) do quinto par craniano, o nervo trigêmio).
Inerva os dentes incisivos, caninos, pré-molares e molares inferiores.
Ele se subdivide em ramos: nervo mentoniano, incisivo, bucal, aurículo temporal e lingual.
O nervo mentoniano inerva a pele do mento, lábio inferior e gengiva vestibular dos dentes inferiores.
O nervo incisivo inerva dentes e gengiva dos dentes anteriores inferiores.
O nervo bucal inerva pele das bochechas e gengivas de pré molares e molares.
O nervo aurículo temporal inerva a glândula parótida, tímpano, meato acústico interno, pavilhão da orelha e parte posterior da atm.
O nervo língual inerva a mucosa da lingua de todos os dentes inferiores, glândula submandibular e sublingual e mucosa do soalho bucal.
Também é responsável pela inervação do periodonto do lado vestibular dos dentes pré-molares e anteriores.
Em alguns casos o nervo alveolar inferior cruza a linha mediana, inervando estruturas do lado oposto.
REFERÊNCIA BIBLIOGRÁFICA
FEHRENBACH, Margaret J. HERRING, Susan W. Anatomia ilustrada da Cabeça e do Pescoço. 1ª Ed. São Paulo: Manole, 1998.

## Imagens adicionais

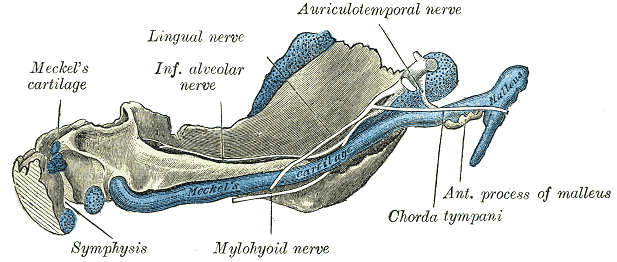
Parte da mandíbula humana.
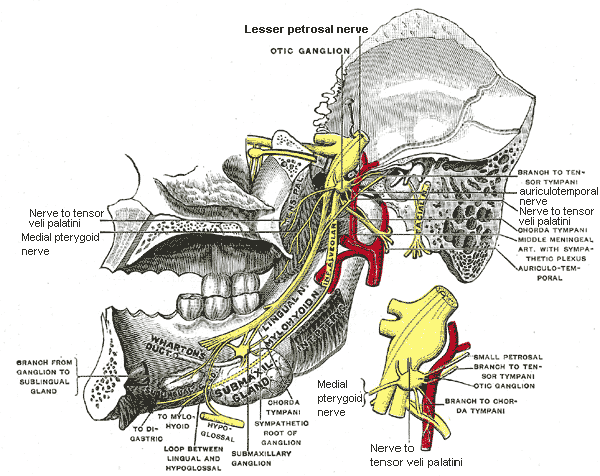
Divisão mandibular do nervo trigêmio.